# Bactrocera tryoni
Bactrocera tryoni är en tvåvingeart som först beskrevs av Walter Wilson Froggatt 1897.  Bactrocera tryoni ingår i släktet Bactrocera och familjen borrflugor. Inga underarter finns listade.